# Nikolai Marr
Nikolai Iàkovlevitx Marr (en rus: Николай Яковлевич Марр) (6 de gener del 1865, Kutaisi - 20 de desembre del 1934, Leningrad) fou un historiador i lingüista que guanyà una sòlida reputació com a acadèmic del Caucas, abans d'embarcar-se en la seva teoria monogenètica del llenguatge, coneguda com a teoria jafètica, i en les tesis relacionades sobre lingüística especulativa.
Les hipòtesis de Marr constituïren la ideologia oficial dels lingüistes soviètics fins al 1950, quan el mateix Stalin les titllà d'anticientífiques.

## Biografia
Nikolai Marr va néixer a Kutaisi, Geòrgia, aleshores part de l'Imperi Rus, a la família de l'escocès James Marr (qui fundà el jardí botànic de la ciutat) i d'Agrafina Magulària. Els seus pares parlaven diversos idiomes, tot i que cap d'ells no entenia el rus. Va graduar-se a la Universitat de Sant Petersburg, hi ensenyà des del 1891, i es convertí en degà de la facultat oriental el 1911 i membre de l'Acadèmia Russa de les Ciències el 1912. Durant aquests anys excavà Aní, l'antiga capital d'Armènia.

## Teoria
Marr es guanyà la reputació de geni inconforme amb la seva teoria jafètica, postulant un origen comú de les llengües caucàsiques, etrusc i basc. El 1924 anà àdhuc més enllà i proclamà que tots els idiomes del món descendien d'una única protollengua que havia consistit en quatre exclamacions difuses: sal, ber, ion, roix. Tot i que les llengües patiren certes etapes de desenvolupament, la paleontologia lingüística fa que sigui possible diferenciar entre els elements exclamatius primordials en qualsevulla llengua. Per donar suport a la seva doctrina especulativa, Marr hi elaborà un vincle marxista. Plantejà que les llengües modernes tendien a fondre's en una sola llengua en la societat comunista. Aquesta teoria fou la base per a una campanya massiva entre el 1920-1930 a la Unió Soviètica, on s'introduí l'alfabet llatí per a petits grups ètnics del país, inclosa la substitució de l'alfabet ciríl·lic existent, per exemple, per al moldau.
Sota el govern soviètic, Marr desenvolupà la seva teoria per a afirmar que les llengües jafètiques havien existit a Europa abans de l'arribada de les llengües indoeuropees. Les jafètiques pogueren ésser un substrat sobre el qual les indoeuropees s'havien imposat. Bo i emprant aquest model, Marr va intentar aplicar la teoria marxista de la lluita de classes a la lingüística, argüint-hi que aquests diferents estrats lingüístics corresponen a les diferents classes socials. Fins i tot afirmà que les mateixes classes socials de diferents països parlaven versions de les seves llengües que estaven lingüísticament més vinculades que els discursos d'altres classes que suposadament parlaven el mateix idioma.
Tot obtenint reconeixement de la seva teoria per part de funcionaris soviètics, Marr fou designat per a dirigir la Biblioteca Nacional de Rússia des del 1926 fins al 1930, així com l'institut jafètic de l'Acadèmia de les Ciències des del 1921 fins a la seva mort. A més a més, fou elegit vicepresident de l'Acadèmia Soviètica de les Ciències el 1930.
Durant el 1950, després de la seva mort, una diatriba contra ell fou autoritzada per Stalin i publicada. La injúria es titulava El marxisme i els problemes de la lingüística (1950), que fou inspirada pels escrits del més enèrgic oponent de Marr, Arnold Txikobava. L'autor escriví que «Marr introduí en la lingüística fórmules incorrectes i no marxistes, considerant la classe de caràcter del llenguatge, i es feu un embolic i posà la lingüística en un embolic. La lingüística soviètica no pot avançar sobre la classe d'una fórmula incorrecta que és contrària al curs de la història dels pobles i de les llengües».